# Cerotoma quinquefasciata
Cerotoma quinquefasciata es un coleóptero de la familia Chrysomelidae.
Fue descrita científicamente en 1813 por Latreille.